# Snježnik
Snježnik je 1506 metrov visoka gora na Hrvaškem. Leži v zaledju Reke na zahodu Gorskega kotarja, severozahodno od nekoliko višjega Risnjaka.
Snježnik je 10 kilometrov dolg kamnit greben, potekajoč v smeri severozahod-jugovzhod. Ime je dobil po veliki količini snega, ki se kljub bližini morja zadržuje do pozne pomladi. Z vrha se odpira razgled na kvarnerske otoke, Reški zaliv, Istro in njen najvišji vrh Učko, na Obruč, slovenski Snežnik ter ob dobri vidljivosti tudi Kamniško-Savinjske Alpe. Proti jugovzhodu so vidni vrh Veliki Risnjak, Velika Kapela in v ozadju Velebit.
Področje vrha je del Narodnega parka Risnjak. 16 metrov pod vrhom stoji planinska koča Snježnik.